# Джоан Байз
Джоан Чандос Байз (на английски: Joan Chandos Baez, /dʒoʊn baɪz/) е американска фолк певица, автор на песни и обществен активист в областта на правата на човека и защитата на мира и околната среда.

## Биография
Байз е родена на 9 януари 1941 г. в Ню Йорк. Започва музикалната си кариера в края на 50-те години, като получава по-широка известност на Нюпортския фолк фестивал през 1959 година. Първите ѝ записи в началото на 60-те години постигат голям успех и я превръщат в едно от водещите имена във фолк музиката. През този период тя играе важна роля в ранната кариера на Боб Дилън.

## Дискография
- Folksingers 'Round Harvard Square (1959)
- Joan Baez (1960)
- Joan Baez, Vol. 2 (1961)
- Joan Baez in Concert (1962)
- Joan Baez in Concert, Part 2 (1963)
- Joan Baez/5 (1964)
- Farewell, Angelina (1965)
- Noël (1966)
- Joan (1967)
- Baptism: A Journey Through Our Time (1968)
- Any Day Now (1968)
- David's Album (1969)
- One Day at a Time (1970)
- Sacco & Vanzetti (1971)
- Carry It On (1971)
- Blessed Are... (1971)
- Come from the Shadows (1972)
- Where Are You Now, My Son? (1973)
- Gracias a la Vida (1974)
- Diamonds & Rust (1975)
- Gulf Winds (1976)
- Blowin' Away (1977)
- Honest Lullaby (1979)
- Recently (1987)
- Diamonds & Rust in the Bullring (1988)
- Speaking of Dreams (1989)
- Play Me Backwards (1992)
- Gone from Danger (1997)
- Dark Chords on a Big Guitar (2003)
- Day After Tomorrow (2008)
- Whistle Down the Wind (2018)